# San Lorenzo Joya de Rodríguez
San Lorenzo Joya de Rodríguez är en ort i Mexiko.   Den ligger i kommunen Tepeaca och delstaten Puebla, i den sydöstra delen av landet, 140 km öster om huvudstaden Mexico City. San Lorenzo Joya de Rodríguez ligger 2 366 meter över havet och antalet invånare är 1 618.
Terrängen runt San Lorenzo Joya de Rodríguez är kuperad åt nordväst, men åt sydost är den platt. Runt San Lorenzo Joya de Rodríguez är det tätbefolkat, med 266 invånare per kvadratkilometer. Närmaste större samhälle är Tepeaca, 10,9 km sydväst om San Lorenzo Joya de Rodríguez. Trakten runt San Lorenzo Joya de Rodríguez består till största delen av jordbruksmark.